# (944) Идальго
944 Идальго (944 Hidalgo) — астероид, относящийся по классификации NASA к группе Кентавров.

## Орбитальные и физические характеристики
Идальго движется по сильно вытянутой эллиптической орбите. В перигелии он проходит Главный пояс астероидов, приближаясь к Солнцу до 1,95 а. е., то есть ближе классических малых планет, таких как Церера или Веста. В афелии же Идальго удаляется за пределы орбиты Сатурна, на расстояние более 9,5 а. е. Кроме того, орбита астероида наклонена к плоскости эклиптики Солнечной системы на относительно большой угол, равный приблизительно 42°.
Особенности орбитального движения астероида и его спектральный анализ позволяют учёным предположить, что астероид является «мёртвым» кометным ядром, а его нынешнее положение в Солнечной системе, как и другого кентавра — Хирона, связано с происхождением из пояса Койпера или облака Оорта.
Идальго не пересекает орбиту Земли и делает один оборот вокруг Солнца за 13,78 юлианского года.

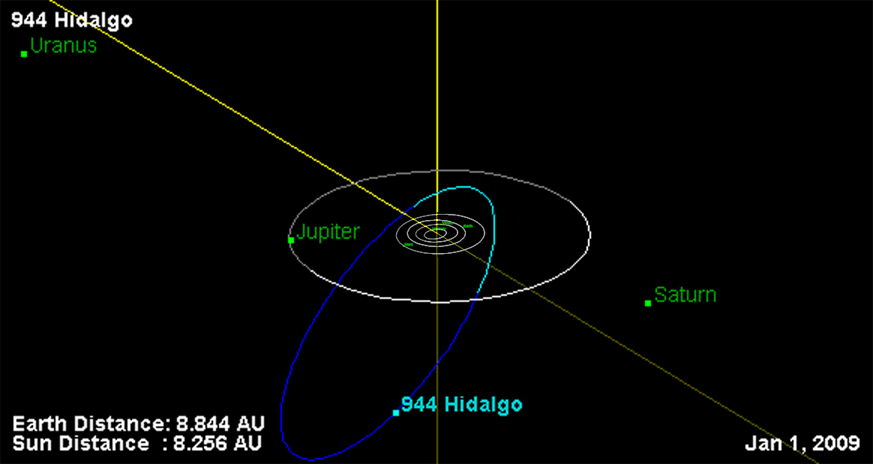
Орбита астероида Идальго, и его положение в Солнечной системе на 01.01.2009 г. Рисунок NASA JPL Small Body Orbit Viewer applet

## Открытие
Объект был открыт 31 октября 1920 года немецким астрономом Вальтером Бааде в Гамбургской обсерватории (Бергедорф, Германия). Астероид был назван в честь Мигеля Идальго, мексиканского католического священника, лидера революционной борьбы за независимость Мексики. 10 сентября 1923 года имя астероиду предложил президент Мексики, на встрече с немецкими астрономами, приехавшими наблюдать за солнечным затмением.

## Исследования
До момента открытия в 1930 году Плутона (который был открыт как девятая планета, но переведён в статус карликовой планеты в 2006 году) Идальго имел в афелии наиболее удалённую орбиту из известных на то время астероидов Солнечной системы.
В 1946 году Фрэнсис Севин, на основании расчётов, в которых он использовал планеты и астероид Идальго, предположил существование десятой — трансплутоновой — планеты, удалённой от Солнца на расстояние 78 а. е. На сегодня известно, что его расчёты не подтвердились.
В 1993 году в рамках исследовательской программы NASA «Transition Comets — UV Search for OH Emissions in Asteroids», в которой принимали участие астрономы-любители, одним из пяти объектов для исследований был выбран Идальго. По результатам исследований выяснилось, что спектр астероида похож на спектр Солнца. На тот момент для исследования наличия органических веществ Идальго находился в неудобной позиции, на расстоянии около 5 а. е. от Солнца. Телескоп Хаббл не обнаружил органических соединений в составе астероида.